# Света Троица (Неаполи)
Вижте пояснителната страница за други значения на Света Троица.
„Света Троица“ (на гръцки: Αγίας Τριάδος) е късновъзрожденска православна църква в град Неаполи (Ляпчища), Егейска Македония, Гърция, част от Сисанийската и Сятищка епархия.
Църквата в архитектурно отношение представлява голяма каменна базилика с долепена камбанария от запад. Първоначално управителят на Лапчища Реджеп паша отказва да даде разрешение за строеж на църква, тъй като градчето е предимно мюсюлманско. Накрая християните с помощта на жената на пашата, която е християнка, успяват да получат разрешение при условие, че пашата ще покаже мястото за строеж и така църквата е изградена в 1906 година.